# Мік Антонів
Мік Антонів (англ. Mick Antoniw; нар. 1 вересня 1954, Редінг) — валійський політик, правник, депутат Національної асамблеї Уельсу з 2011 року.

## Біографія
Походить з української родини. Його батько прибув до Великої Британії в результаті пошуку статусу біженця після Другої світової війни.
Антонів приїхав до Уельсу, щоб вивчати право в юридичній школі Кардіффа, Університет Уельсу в 1973 році. Був президентом Національної спілки студентів Уельсу з 1977 по 1979 рік.

### Кар'єра
До обрання у Національну асамблею Уельсу, був практикуючим адвокатом, спеціалізуючись на тілесних ушкодженнях. Антонів був партнером у Thompsons Solicitors з якими він розпочав свою практику в 1980 році. Є довіреною особою Ради у справах біженців Уельсу.
Антонів був провідним членом Уельського руху проти апартеїду (WAAM) протягом 1980-х років. У 1981 році він був обраний до Ради округу Південний Гламорган при палаті суду від Лейбористської партії. Був переобраний у 1985 році, але програв в 1989 році.
У 2011 році був обраний до Національної асамблеї Уельсу, в 2016 році — переобраний.
В червні 2016 року був призначений юрисконсультом у судах Уельсу. Однак він відійшов від цієї ролі в листопаді 2017 року в рамках зміни уряду, його замінив Джеремі Майлз.
Антонів володіє українською мовою і використовував свої знання під час зустрічей з українськими чиновниками, включаючи прем'єр-міністра Володимира Гройсмана на міжнародних самітах, таких як Комітет регіонів Європейського Союзу. Він заявив, що є прихильником вступу України до Європейського Союзу, прихильником вступу країни до НАТО, і не підтримує український федералізм.

## Нагороди
- орден «За заслуги» ІІІ ступеня (23 серпня 2019) — за вагомий особистий внесок у зміцнення міжнародного авторитету України, розвиток міждержавного співробітництва, плідну громадську діяльність[13];